# Plano Cohen

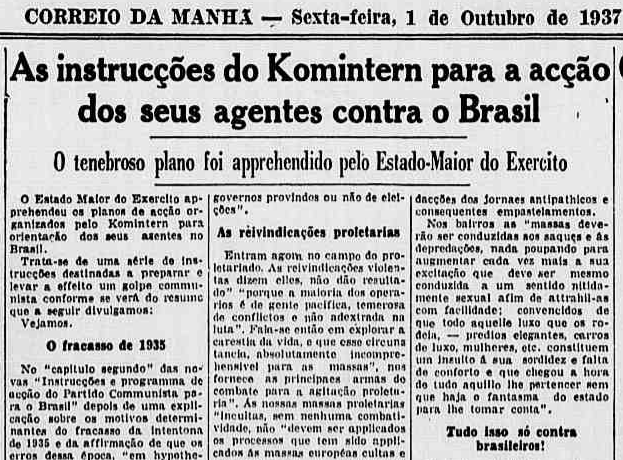
Correio da Manhã de 1 de outubro de 1937, anunciando a "apreensão" do Plano Cohen pelo Estado-Maior do Exército.

O Plano Cohen foi um documento forjado por militares brasileiros com a intenção de instaurar a ditadura do Estado Novo, em novembro de 1937. Uma das maiores falsificações da história brasileira e um exemplo eloquente da intersecção entre o antissemitismo e o anticomunismo no país, ele foi fraudulentamente atribuído à Internacional Comunista, que, pretensamente, buscaria derrubar o governo por meio de greves, do incêndio de prédios públicos e de manifestações populares que terminariam em saques, depredações e no assassinato de autoridades. Como parte da farsa, ele foi "descoberto" pelas Forças Armadas, permitiu rotular como "comunistas" e derrotar os que se opunham ao governo e, enfim, foi utilizado para legitimar o golpe de Estado que implantou o Estado Novo.
Com a aproximação das eleições presidenciais marcadas para 1938, a ausência de um candidato que agradasse ao governo e a impossibilidade de estender o seu mandato, Getúlio Vargas e o general Eurico Gaspar Dutra passaram a planejar um golpe de Estado, mas que só funcionaria se aparentasse ser uma questão de necessidade nacional. A cúpula militar do governo identificou a necessidade de "revelar" novos fatos que introduzissem um clima de insegurança e instabilidade, e assim surgiu a ideia da fabricação do Plano Cohen. O documento foi enviado pelo general Pedro Aurélio de Góis Monteiro, chefe do Estado-Maior do Exército, às principais autoridades militares do país e, em uma reunião oficial dos membros militares do governo, foi apresentado como se fora apreendido pelas Forças Armadas. Dutra e os demais presentes expressaram plena convicção quanto à iminência de um golpe comunista e à necessidade das Forças Armadas agirem com vigor. O Plano Cohen foi então divulgado, desencadeando comoção e uma forte campanha anticomunista. Vargas aproveitou-se da falsa ameaça para pressionar o Congresso Nacional a decretar um estado de guerra, que lhe deu poderes para remover seus opositores. Em 10 de novembro de 1937, quarenta dias após a divulgação do Plano Cohen, a ditadura do Estado Novo foi implantada no país.
Com a crise do Estado Novo, em 1945, o mesmo general Góis Monteiro que ajudara a arquitetar o Golpe de 1937 passou a trabalhar para derrubar Vargas. Ele denunciou a fraude que ocorrera oito anos antes, afirmando que o Plano Cohen fora entregue ao Estado-Maior do Exército pelo capitão Olímpio Mourão Filho, à época chefe do serviço secreto da Ação Integralista Brasileira. Mourão Filho confirmou ser o autor do documento, mas alegou tê-lo elaborado como uma mera simulação e acusou Góis Monteiro de tê-lo apropriado e utilizado indevidamente. Góis Monteiro, por sua vez, afirmou ter sabido da falsidade do documento desde o início, mas eximiu-se de qualquer culpa ao sugerir que um outro membro do governo o havia levado a público e afirmado que era verídico. Questionado sobre seu silêncio durante o Golpe de Estado de 1937, Mourão alegou ter respeitado a disciplina militar.
A revelação da fraude em torno do Plano Cohen causou consternação e vergonha na sociedade brasileira, que se sentiu ludibriada. Embora a conspiração e o envolvimento da alta cúpula das Forças Armadas tenham sido rapidamente comprovados, as acusações mútuas e a terceiros, levantadas por Mourão e, principalmente, por Góis Monteiro, dificultaram estabelecer com clareza a parcela de culpa de cada envolvido e que medidas fossem tomadas contra eles. Como parte do seu legado, o Plano Cohen teve papel decisivo em fenômenos que se estendem até a atualidade, como a institucionalização do anticomunismo como parte central da identidade dos militares brasileiros e a sedimentação, nos quadros militares, da ideia de que uma ditadura temporária pode servir como instrumento de progresso. Por analogia, a conspiração em torno do Plano Cohen foi equiparada a eventos como a campanha de atemorização deflagrada às vésperas do Golpe de 1964 e continua a ser mencionada em análises sobre a política brasileira contemporânea.

## Contexto
O Plano Cohen e a conspiração que o envolveu têm sido analisados em um contexto de convergência de teorias conspiratórias antissemitas e anticomunistas no chamado "mito judeu-comunista"; da xenofobia no Brasil das primeiras décadas do século XX e da sua intersecção com a demonização de movimentos sociais e correntes ideológicas de vanguarda; de uma tradição de falsificações importantes na história política brasileira, envolvendo a participação das Forças Armadas; e de um conjunto de revoltas e golpes militares a partir da década de 1920.

### O mito judeu-comunista
Como parte de um conjunto de mitos conspiratórios baseados em uma visão maniqueísta da realidade – incluindo a crença em "forças diabólicas empenhadas em fazer o mal" – e possivelmente como em reação à modernidade e às angústias e medos por ela desencadeados, desde pelo menos o século XIX correntes conservadoras passaram a acusar os judeus de serem "instigadores de perturbações sociais e de revoluções". Historicamente, o antissemitismo havia se concentrado essencialmente em questões religiosas e econômicas e, de forma geral, os judeus vinham sendo tolerados por seu papel como "agentes monetários em uma economia tradicional". Contudo, as profundas transformações trazidas pela modernidade (com destaque para a "urbanização, industrialização, surgimento e fortalecimento de novos grupos sociais, reformas liberais e democratizantes, alterações no comportamento, etc.") fizeram brotar tensões muito acentuadas, levando segmentos conservadores a encara-las como mudanças negativas. Os judeus, por estarem associados às principais características da modernidade, tornaram-se um dos principais alvos do ódio desses grupos reacionários.
Contudo, inicialmente a associação dos judeus com o comunismo não foi posta de maneira clara e nem era constante. Documentos da virada do século XX, como Os Protocolos dos Sábios de Sião, culpam os judeus por fomentarem o ódio entre as classes e por defenderem formas de coletivismo, mas não os associam claramente ao comunismo. Foi na esteira de eventos traumáticos do início do século XX, incluindo as revoluções russas de 1917 e o caos que se seguiu à Primeira Guerra Mundial, que o discurso conservador veio a associar enfaticamente o comunismo aos judeus. Em paralelo ao surgimento do nazismo e do fascismo, e em grande medida por conta da ação desses grupos, esses eventos foram seguidos de uma imensa onda antissemita e anticomunista e do surgimento de um "mito da conspiração judaico-comunista" que rapidamente se difundiu.
Unidos em torno desse mito, e servindo-se de um processo de demonização da esquerda, a Alemanha, Itália e Japão estabeleceram o Pacto Anticomintern em oposição às "ideias internacionais democráticas e marxistas [que davam] demonstrações de ódio e discórdia". Enquanto isso, no Brasil, a Ação Integralista Brasileira passou a imaginar que enfim chegaria ao poder, Francisco Campos redigia a passo acelerado uma nova constituição inspirada no modelo fascista polonês, e Getúlio Vargas rodeava-se de integralistas e admiradores do fascismo e do nazismo.
Como resposta a uma pretensa ameaça à "brasilidade", foi se fortalecendo uma forte corrente antissemita liderada pela Ação Integralista Brasileira, que, por meio de seus múltiplos livros, revistas, jornais e pronunciamentos na imprensa, espalhava pelo país a existência de "um complô capitalista judaico-internacional" ou de "uma aliança judaico-comunista de dominação" em operação no Brasil.

### Xenofobia e anticomunismo
Em paralelo à disseminação do mito da conspiração judaico-comunista, nas décadas de 1920 e 1930 o Brasil passava por mudanças estruturais e recebia um grande contingente de imigrantes, por meio dos quais chegavam diferentes correntes ideológicas de vanguarda; dentre eles chegavam trabalhadores europeus com uma experiência sindical antiga e uma cultura partidária mais desenvolvida, dentre os quais militantes comunistas, inclusive alguns de origem judia. Embora o Brasil já contasse com uma longa história de medo das forças populares, os estrangeiros eram vistos com particular desconfiança, sobretudo quando ocupavam a liderança de movimentos sociais; nesses casos, muitas vezes eles acabavam presos, torturados e depois deportados.
Com a chegada de Getúlio Vargas ao poder, por meio do golpe de Estado de 1930, a política se radicalizou e um sentimento profundamente anticomunista e xenofóbico foi definitivamente instalado no país. Para se manter no poder, Vargas forjou alianças com os militares e os integralistas brasileiros, criou mecanismos de exaltação da própria imagem e buscou demonstrar que o país se encontrava permanentemente exposto a forças externas, sobretudo uma "ameaça vermelha".
O comunismo já vinha sendo retratado pelas elites conservadoras como um monstro que ameaçava "a ordem social e a moral cristã da família", como, aliás, também vinha ocorrendo na Europa desde o século XIX. Também no Velho Continente o anticomunismo havia servido como aglutinador de toda a sorte de setores conservadores das sociedades e toda manifestação política que discordava ou ameaçava a ordem vigente era tachada de "comunista".
Contudo, nos anos 1930 o anticomunismo passou a ser institucionalizado no Brasil. Com a aprovação de uma nova Lei de Segurança Nacional em abril de 1935, que previa crimes com definições imprecisas, de maneira a permitir enquadrar praticamente toda manifestação que desagradasse ao governo, Vargas passou a prender e torturar membros do operariado organizado e, por fim, fechou a Aliança Nacional Libertadora (ANL), cujos membros, ao serem excluídos arbitrariamente dos processos políticos, passaram a planejar uma revolta sob a liderança da corrente comunista do partido. Essa revolta, conhecida como Intentona Comunista, falhou rapidamente e seus membros foram punidos de maneira particularmente violenta, mas forneceu um pretexto duradouro para justificar o endurecimento do regime Vargas.
Assim, o Congresso Nacional passou a aprovar uma série de medidas que cerceavam seu próprio poder, enquanto o Poder Executivo ganhava poderes de repressão praticamente ilimitados. Multiplicaram-se a censura aos meios de comunicação, a perda de direitos civis, as prisões arbitrárias, as deportações, as torturas e o assassínio de opositores, enquanto se reforçava sistematicamente o medo da sociedade contra supostos inimigos e a figura de Vargas como "líder salvador da pátria". Em sua fase final, esse mesmo processo envolveu o Plano Cohen, um exemplo eloquente da intersecção entre o antissemitismo e o anticomunismo brasileiros e que funcionou como o "arremate do clima anticomunista": ele culminou no golpe de Estado de 10 de novembro de 1937, que fechou o Congresso, cancelou eleições e manteve Vargas no poder até 1945. Em parte por conta da farsa em torno do Plano, a ideia de uma conspiração comunista internacional se tornaria "de longe a mais poderosa teoria da conspiração brasileira" dos últimos cem anos, com ramificações que se estendem até a atualidade.

### Falsificações recorrentes
Para além de suas raízes antissemitas e anticomunistas, o Plano Cohen também é parte de uma tradição de falsificações importantes na história política brasileira, que é uma expressão do fanatismo político no país e inclui o caso das cartas falsas atribuídas a Artur Bernardes em 1922, que quase impediram sua eleição e posse, e a chamada Carta Brandi, também falsa, que ameaçou a posse de João Goulart e de Juscelino Kubitschek em 1955. Enquanto a primeira continha ofensas falsamente atribuídas a Bernardes com o fito de acirrar a oposição dos militares a ele, e teve repercussão nas revoltas tenentistas que ele enfrentou durante todo o seu mandato, a segunda consistiu em um documento forjado para que parecesse de autoria do deputado argentino Antônio Jesús Brandi, e que supostamente continha articulações entre Goulart e o governo de Juan Domingo Perón visando à deflagração de um movimento armado de cunho sindicalista no Brasil. Revelada por Carlos Lacerda a poucos dias das eleições presidenciais, ela foi autenticada pelos militares brasileiros encarregados de sua investigação, mas, por fim, provou-se que ele era obra de dois falsários profissionais.

### Revoltas e golpes militares
Por fim, o Plano Cohen deve ser situado no contexto das numerosas revoltas nos quadros militares ao longo da década de 1920, como a Revolta dos Dezoito do Forte, em 1922, a Revolta Paulista de 1924, a Comuna de Manaus de 1924 e a Coluna Prestes, entre os anos de 1925 e 1927, revoltas tenentistas que forneceram motivos para o Golpe de 1930: a deposição do governo de Washington Luís, o impedimento da posse do presidente eleito, Júlio Prestes, e a ascensão de Getúlio Vargas ao poder. A Era Vargas continuaria a ver o surgimento de insurgências militares pelo país, notadamente a Revolta Constitucionalista de 1932, a Intentona Comunista de 1935, a Intentona Integralista de 1938 e o próprio golpe que depôs Vargas em 1945, ao passo que a disseminação intencional do medo do comunismo, como instrumento para sustentar golpes e manipular o jogo político, continuaria constantemente presente na realidade brasileira, incluindo no próprio golpe que resultou do Plano Cohen, em 1937, mas também no Golpe de 1964 e em numerosos outros episódios da vida política em pleno século XXI.

## Origens

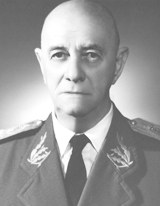
O então capitão do Exército Brasileiro, Olímpio Mourão Filho foi o autor do Plano Cohen.

O documento que ficou conhecido como "Plano Cohen" foi assinado com o nome Cohen em referência ao líder comunista Béla Kun, que governara a Hungria entre março e julho de 1919. Inicialmente o documento foi assinado "Béla Kun" mas depois foi modificado para "Bela Cohen" como uma forma de piada interna, pois um dos líderes da Ação Integralista costumava referir-se ao líder húngaro como Bela Cohen. Por fim, o documento foi assinado apenas com o nome "Cohen", por conta de um erro de datilografia. Além da referência ao comunismo, esse nome foi escolhido por sua evidente origem judia, em consonância com os valores racistas nazifascistas que se encontravam em ascensão.
Especialistas têm destacado os numerosos traços em comum entre o Plano Cohen e Os Protocolos dos Sábios de Sião, que se sabe foram traduzidos e primeiro publicados em português pela Ação Integralista Brasileira, na pessoa de Gustavo Barroso. Assim como Os Protocolos dos Sábios de Sião são baseados em uma obra literária ficcional que foi desmembrada, modificada e divulgada de maneira mentirosa, de forma a parecer que continha atas de reuniões reais de judeus, o Plano Cohen era baseado em um documento ficcional que foi divulgado apenas parcialmente, de forma a esconder suas verdadeiras origens.
Como só se descobriria mais tarde, o documento que acabaria conhecido como "Plano Cohen" foi elaborado pelo capitão Olímpio Mourão Filho, na época chefe do estado-maior da milícia da Ação Integralista Brasileira e também do seu serviço secreto, mas que nas décadas seguintes galgaria os postos de general do Exército Brasileiro e presidente do Superior Tribunal Militar. Em suas funções junto à Ação Integralista, Mourão era responsável pela edição do boletim de informações do partido; com a aproximação das eleições presidenciais que se realizariam em 1938, Plínio Salgado atribuiu a Mourão a tarefa de redigir e incluir no boletim um texto que instigasse o clima de medo ao apontar que a ameaça comunista continuava viva. Ele julgava que o sentimento anticomunista da população vinha perdendo força, e justificou dizendo que o combate ao comunismo era um dos objetivos principais do movimento. Na realidade, com isso Salgado buscava aproximar ainda mais o governo dos valores integralistas.
Mourão então redigiu um documento contendo um plano fictício, construído com ideias retiradas de fontes sem qualquer relação entre si, algumas reconhecidamente falsas e outras nem tanto, como no caso de um artigo da Revue des Deux Mondes a respeito da efêmera tomada do poder pelos comunistas húngaros liderados por Béla Kun, na sequência da Primeira Guerra Mundial. Como oficial de Estado-Maior, seu procedimento foi raciocinar do ponto de vista de seu inimigo. Esse método, apropriado a uma guerra convencional, entre lados que pensam de forma semelhante, gerava uma avaliação ineficaz quando aplicado a um confronto ideológico. O capitão apresentou seu texto a Salgado, mas este o julgou por demais fantasioso; mesmo assim, o líder integralista ficou com o original e deixou com Mourão apenas uma cópia.
Por esses dias, Mourão morava perto do prédio em que residiam o general Pedro Aurélio de Góis Monteiro, chefe Estado Maior do Exército, e coincidentemente, o general Álvaro Guilherme Mariante, de quem Mourão era amigo próximo. Durante uma visita a Mariante, em agosto de 1937, os amigos debateram a ameaça comunista ao país e Mourão lembrou-se do documento que redigira; ele foi à sua casa buscar a cópia que conservara e então mostrou-a ao general. Mariante interessou-se pelo documento e recomendou a Mourão entregá-lo a Góis Monteiro, mas o capitão recusou-se dizendo que esse era um assunto integralista. Mariante, contudo, ficou com a cópia de Mourão, "a fim de lê-la com mais cuidado", e, em algum momento nas semanas seguintes, o Plano chegou ao general Góis Monteiro por intermédio do próprio Mariante. O acesso a esse documento ficou restrito à alta cúpula militar envolvida no complô do Golpe de 1937, mesmo durante os debates que ocorreram no Congresso Brasileiro. Por fim, o documento desapareceu. Mourão Filho afirmou só ter tido conhecimento do seu uso pela cúpula militar do país ao lê-lo nos jornais em 30 de setembro.

## Conteúdo
As massas deverão ser conduzidas aos saques e às
depredações, nada poupando para aumentar cada vez mais a sua excitação, que deve ser mesmo conduzida a um sentido nitidamente sexual a fim de atraí-las com facilidade.

Trecho do Plano Cohen.
O documento divulgado a partir de 30 de setembro de 1937 continha apenas o segundo capítulo do Plano Cohen completo, conforme indicava o texto do próprio documento. O primeiro capítulo foi propositalmente omitido porque informava que o plano contido no segundo capítulo era meramente hipotético, isto é, consistia de "um texto para debate e não de um verdadeiro plano organizado pelo Komintern".
Nesse segundo capítulo eram descritos os passos necessários à realização de uma rebelião em uma grande cidade brasileira. Ele defendia o uso da "violência útil e completa" para abrir caminho à revolução, e, nesse sentido, era dividido em seções que tratavam sucessivamente da "técnica da greve moderna"; das atividades de um "comitê dos incêndios"; da ação das massas civis; da ação militar; da munição; da aviação; e dos reféns. Em particular, ele previa uma greve geral, o incêndio de prédios públicos, manifestações populares que terminariam em saques e depredações, e a prisão e potencialmente o assassinato de ministros de Estado, do presidente do Supremo Tribunal Federal, dos chefes do Senado e da Câmara dos Deputados e de outras grandes autoridades públicas.

## O Golpe de 1937
Na sequência do Golpe de 1930, a ditadura de Getúlio Vargas havia se sustentado principalmente nas Forças Armadas, que, sobretudo a partir da segunda metade dessa década, atuavam como fiadoras do governo em troca de um projeto de modernização e armamento. O acordo era claro: Vargas armaria e equiparia os militares e construiria um complexo siderúrgico nacional "em troca do apoio para estender sua presidência com poderes ditatoriais que eliminariam a política". Em 1937 o seu governo estava chegando ao fim, pois eram aguardadas eleições presidenciais em janeiro de 1938, mas a ausência de um candidato que lhe agradasse era fonte de crescente preocupação e levou a muitas especulações em seu entorno. Enquanto alguns temiam a eleição de um candidato situacionista que interferisse em seus interesses ou, pior ainda, de um candidato oposicionista, outros desejavam promover um projeto de poder bem definido, como no caso daqueles que eram próximos ao fascismo italiano.

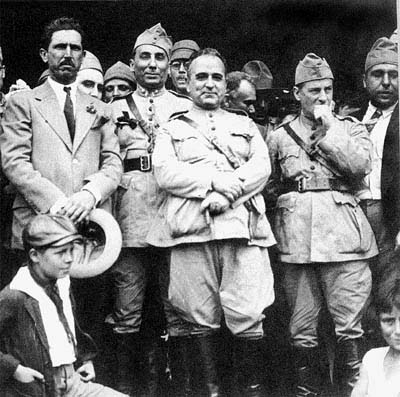
Getúlio Vargas e demais líderes do Golpe de 1930.

Juntamente com Benedito Valadares e o general Eurico Gaspar Dutra, seu ministro da Guerra, Vargas concluiu que não seria possível encontrar um novo candidato situacionista, estender juridicamente o seu mandato ou conseguir uma prorrogação de seu mandato aprovada pelo Congresso. Nesse contexto, o Golpe de 1937 foi lentamente arquitetado por Vargas e aqueles que o cercavam; mas, se durante o Golpe de 1930 o caudilho gaúcho havia mostrado hesitação em diversos momentos, desta vez uma ação decisiva seria necessária.
Em 18 de setembro de 1937 Vargas contatou o general Dutra, a fim de lhe propor um golpe de Estado. Dutra havia participado de uma tentativa de golpe no início de sua carreira militar, durante a Revolta da Vacina, e nessa época era homem de confiança do general Góis Monteiro, a quem, por sua indicação, substituíra como ministro. O presidente reclamou que o Congresso era inútil e se opunha às suas iniciativas, e disse que a única solução era mudar o "regime" e reformar a Constituição. Vargas recebeu o apoio das Forças Armadas para que articulasse um golpe, e também enviou emissários a Plínio Salgado, a quem foi prometido um ministério e que, em troca de apoio ao golpe, os integralistas teriam um lugar de destaque no "novo Brasil" que seria inaugurado. Contudo, logo de início ficou claro para os envolvidos que era preciso encontrar um pretexto para que o golpe de Estado parecesse uma questão de necessidade nacional, e não de vontade pessoal. Era preciso um clima de calamidade que permitisse ao caudilho apresentar-se como o salvador da pátria, como o líder que, confrontado com ameaças à paz no país, tomaria medidas de exceção para defendê-lo.
Embora qualquer ameaça que a esquerda brasileira pudesse oferecer houvesse desaparecido, isto é, depois do rápido fracasso da Intentona Comunista de 1935 praticamente inexistia no país um movimento comunista organizado, o medo de uma ameaça contínua à segurança interna vinha sendo explorado como um importante trunfo político. Por conta dele o Congresso Nacional havia declarado um estado de guerra, que vinha sendo invariavelmente renovado desde abril do ano anterior e permitia a Vargas governar por decreto, isto é, sem passar pelo controle democrático do Poder Legislativo. Contudo, em junho de 1937 formou-se no Congresso uma maioria contrária à renovação do estado de guerra, e isso trouxe um obstáculo ao projeto golpista de Vargas. A cúpula do governo passou então a arquitetar a fase seguinte de seu plano, que consistiria em "revelar" novos fatos que prejudicassem a ordem pública e introduzissem um clima de insegurança e instabilidade política. Assim, surgiu a ideia da fabricação do Plano Cohen.

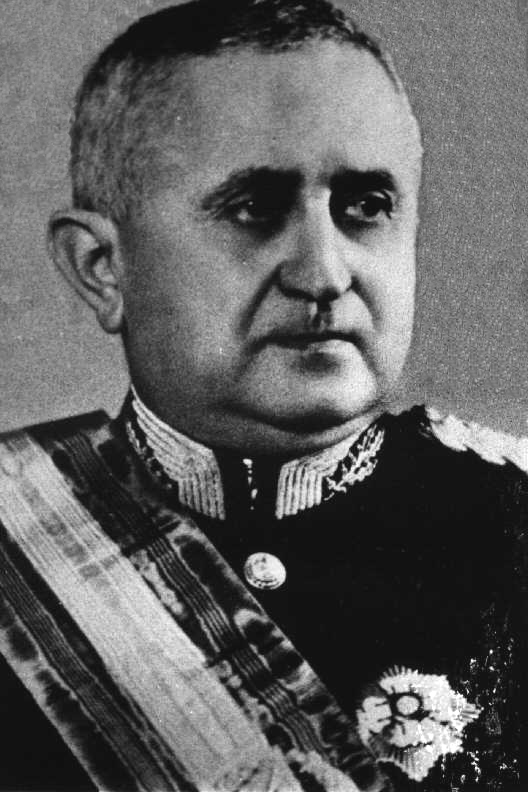
O general Eurico Gaspar Dutra foi um dos arquitetos da conspiração envolvendo o Plano Cohen.

No final de setembro de 1937, Góis Monteiro informou a existência do Plano ao ministro da Marinha, almirante Henrique Aristides Guilhem; ao general Dutra; ao chefe da Casa Militar, o general Francisco José Pinto; e ao chefe de polícia do Distrito Federal, Filinto Müller. Na manhã de 27, Dutra convocou uma reunião de emergência em seu gabinete, à qual foram chamados os generais Góis Monteiro, Almério de Moura, José Antônio Coelho Neto e Newton de Andrade Cavalcanti, e Filinto Müller. O general Góis Monteiro lhes entregou cópias do Plano Cohen, que foi atribuído à Internacional Comunista e apresentado como se tivesse sido apreendido pelas Forças Armadas. O general Dutra emprestou credibilidade ao documento e defendeu firmemente a existência de uma ameaça comunista e a necessidade de combatê-la com veemência, mesmo que isso implicasse desrespeitar a lei:
Não é fantasia do governo; os documentos de origem comunista são copiosos e precisos. [...] As nossas leis, como se acaba de ver, são ineficazes, inócuas. Só têm servido para pôr em liberdade aqueles que a polícia apanhou em flagrante delinquência. Impõe-se, contra a ação nefasta iminente [comunismo], a ação honesta e salvadora das instituições nacionais.
Por seu lado, o general Góis Monteiro ressaltou que os "planos comunistas" exigiam um "movimento militar que equivalia a um golpe de Estado", mas que isso deveria ser "um segredo de generais", isto é, deveria ser mantido em sigilo da população brasileira. Müller concordou com o golpe, mas insistiu que as Forças Armadas não participassem diretamente do novo governo, a quem deveria ser dada carta branca para realizar prisões sumárias, sem direito de defesa, e estabelecer campos de concentração para trabalho forçado. O general Cavalcanti declarou que Góis Monteiro e Dutra deveriam "comandar a operação, ao lado do presidente, para assegurar a ele, por meio da força, os poderes de exceção" que a situação exigia: a decretação de um novo estado de guerra e de um regime de lei marcial. Dutra ajuntou que esses planos exigiriam envolver todas as forças armadas do país, e principalmente as forças aéreas, e, por fim, junto com Cavalcanti, resumiu o suposto sentimento na sala: "só queremos trabalhar pelo Exército e pela salvação da Pátria".
No dia seguinte, Dutra e o almirante Guilhem, ministro da Marinha, conversaram com Vargas e lhe prometeram que providenciariam um motivo que convenceria o Congresso a aprovar um novo estado de guerra. Horas depois, Dutra confessou a seus colegas generais que essa seria a maneira mais fácil de conseguir uma "base jurídica" para prender deputados e outras medidas necessárias ao golpe.
Em 30 de setembro, o documento contendo o Plano Cohen – na realidade apenas o segundo capítulo do documento originalmente recebido pelo general Góis Monteiro – foi lido por ele no principal programa radiofônico oficial brasileiro, Hora do Brasil, e em seguida recebeu grande atenção da imprensa, sendo republicado nos jornais. Por conta da grande comoção causada pela divulgação do documento, a imprensa aceitou-o como genuíno, praticamente sem qualquer questionamento, e os candidatos à presidência da República na eleição que se aproximava, José Américo de Almeida e Armando de Sales Oliveira, preferiram isentar-se de questioná-lo e concentraram-se em assegurar a todos que suas campanhas não incluíam comunistas. Ainda assim, alguns civis e militares anticomunistas declararam que o texto não poderia ter autoria comunista.
Esperando tirar proveito imediato da situação, no dia seguinte ao pronunciamento radiofônico de Góis Monteiro o governo apressou-se em pedir ao Congresso Nacional que aprovasse, por noventa dias, o pedido de decretação de estado de guerra que o mesmo Congresso havia se negado a renovar meses antes. Em uma exposição de motivos apresentada ao Congresso, os ministros Dutra e Guilhem listaram suas razões mas sem apresentar quaisquer evidências ou mesmo uma cópia do Plano Cohen, cuja descoberta atribuíam ao general Góis Monteiro.
Os debates no Congresso foram dominados por um clima de medo e a maior parte dos parlamentares, ciosa de confrontar os militares que haviam apresentado o documento, preferiu não questionar a sua autoria. Os parlamentares da oposição queriam ver uma cópia do Plano Cohen, mas foram recusados pelos deputados governistas que diziam que pedir para vê-lo seria o mesmo que questionar a honestidade da cúpula militar. Dentre os poucos que se opuseram aos planos do governo, estavam Otávio Mangabeira, Oscar Penteado Stevenson, Aureliano Leite e Prado Kelly; o pedido presidencial foi aprovado na Câmara dos Deputados por 138 votos contra 52, e, no Senado Federal, por 23 contra cinco. No governo, apenas os ministros civis José Carlos de Macedo Soares e Odilon Duarte Braga opuseram-se ao uso político do Plano Cohen; ambos seriam demitidos na sequência, e Macedo Soares seria substituído por Francisco Campos.
Aprovada a decretação do estado de guerra, Vargas imediatamente intensificou a perseguição aos seus opositores políticos, notadamente o governador gaúcho José Antônio Flores da Cunha, que defendia a descentralização do poder do governo federal e foi forçado a deixar o governo gaúcho e exilar-se no Uruguai. Fortalecida, a Ação Integralista Brasileira passou a exibir-se em todo o país e, em 4 de novembro, realizou no Rio de Janeiro uma enorme marcha com cinquenta mil membros uniformizados, que foi assistida pelo presidente e por diversos dos seus ministros militares.
Pouco depois, no dia 10 de novembro, com o apoio de várias lideranças que haviam participado na farsa do Plano Cohen, Getúlio autorizou o Exército a cercar e fechar à força o Congresso Nacional, no Rio de Janeiro. À noite, em pronunciamento radiofônico ao país, o presidente anunciou a imposição da Constituição de 1937, que Francisco Campos redigira sob inspiração da legislação fascista polonesa e ficaria conhecida como "A Polaca". Começava assim um novo período ditatorial de Vargas, que ficou conhecido como Estado Novo e só terminaria em 1945, com a sua deposição da presidência pelos mesmos militares que lá o haviam conduzido. A nova constituição da República eliminou os partidos políticos, instituiu a pena de morte e concedeu enormes poderes ao presidente, pois institucionalizou o estado de emergência, que dava ao chefe do Executivo a possibilidade de suspender a imunidade de parlamentares e autorizar a invasão de domicílios, a prisão e o exílio de seus opositores políticos.
Ironicamente, o Estado Novo se caracterizou essencialmente pelos crimes denunciados no Plano Cohen: "o controle social, o domínio da imprensa e dos sentidos, a violência e a repressão, o despotismo e a implantação de um ideário corporativista mascarado pela ideia de um Brasil novo". Cioso de compartilhar seu poder, Vargas pôs a Ação Integralista Brasileira na ilegalidade, juntamente com todos os outros partidos políticos, e isso levaria seus membros a organizar uma atrapalhada tentativa de golpe de Estado, que previa ações semelhantes àquelas expostas no Plano Cohen: neutralizar órgãos ou personagens em posições responsáveis e sequestros; o governo seria assumido por uma junta militar.

## Revelação da fraude
Enquanto o Estado Novo durou, a veracidade do documento jamais foi contestada publicamente pelas autoridades da ditadura, embora conste que certos oficiais das Forças Armadas, como Eduardo Gomes, tenham manifestado dúvidas a esse respeito. Contudo, com a culminação da crise que sepultaria o Estado Novo, em 1945, o mesmo general Góis Monteiro que havia trabalhado pelo Golpe de 1937 passou a conspirar para depor Getúlio. Nesse contexto, ele foi o primeiro a revelar a fraude que ocorrera em 1937, confirmando que ela fora encenada a fim de justificar a permanência de Vargas na presidência. O general, contudo, isentou-se de qualquer culpa e transferiu a responsabilidade pela redação do documento ao capitão Olímpio Mourão Filho, que na época havia sido chefe do serviço secreto da Ação Integralista Brasileira.

O general Góis Monteiro, um dos conspiradores do Plano Cohen, foi o primeiro a confirmar a sua falsidade.

Inicialmente, Góis Monteiro revelou que documento lhe fora entregue por um oficial militar, e não apreendido de terceiros. Segundo sua versão, que tem sido descrita como "difícil de acreditar", enquanto Mourão Filho datilografava o original do Plano Cohen no Estado-Maior, um major chamado Caiado teria passado os olhos sobre o documento, por sobre os ombros de Mourão, e constatado que se tratava de um plano comunista contra o país. Caiado teria dito a Mourão Filho que era preciso entregá-lo a Góis Monteiro, e isso teria sido feito por intermédio do general Mariante, mas sem que lhe dissessem sua origem. Segundo Góis Monteiro, a autenticidade do documento ainda estava sendo averiguada quando ele fora levado a público e, cerca de um ano após o Golpe de 1937, esclarecera-se que o plano havia sido produzido por um membro da Ação Integralista Brasileira. Em outra entrevista, cerca de um mês depois, o general detalhou que sabia desde o princípio que o documento era falso e que, durante as investigações sobre a sua veracidade, o mesmo militar integralista o procurara para informar-lhe que o documento havia sido elaborado pela Ação Integralista. Depois, em uma entrevista publicada em um livro, Góis Monteiro afirmou que, apesar de saber que o documento era falso, por via das dúvidas ele havia enviado cópias ao general Eurico Gaspar Dutra, a Filinto Müller e ao general Francisco José Pinto, sugerindo que um deles é que havia afirmado que se tratava de um verdadeiro plano comunista.
O capitão Olímpio Mourão Filho, ao ser acusado pelo general Góis Monteiro e, depois, pelo general Caiado de Castro, afirmou que preparara o plano como uma simulação para ser usada pelos integralistas. Segundo ele, ao saber que seu documento seria usado para legitimar um golpe de Estado, ele teria procurado o general Góis Monteiro, que o teria ofendido e lhe mandado calar-se. Após 1937, Mourão tornou-se mal visto e ficou para trás de seus companheiros de turma nas promoções. Em 1955 Góis Monteiro acusou Mourão pública e explicitamente pela primeira vez com a publicação do livro "O general Góes depõe". Irritado, Mourão solicitou ao ministério da Guerra um Conselho de Justificação, reunido em 1956, para julgar as acusações. Ele submeteu à Justiça Militar um documento explicativo em que acusou violentamente o general Góis Monteiro de levar a público um documento sabidamente falso. Argumentou que um capitão sozinho seria incapaz de enganar todo o Estado-Maior do Exército, insistiu que o documento chegou aos generais sem sua permissão e acusou Góis de culpá-lo nos bastidores para fazer a autoria recair num capitão sem expressividade. Góis era muito mais influente e prestigiado que Mourão; em 1955, era ministro no Supremo Tribunal Militar. Ainda assim, o Conselho inocentou Mourão da acusação de ter enganado seus superiores (Góis Monteiro) com um documento falsificado.
Depois, em uma entrevista ao Jornal do Brasil, ele afirmou categoricamente que "o chamado Plano Cohen, que não é plano nem Cohen, foi uma farsa montada por inescrupulosos para servir a objetivo bem determinado: o golpe de 37" e que "[o general Góis Monteiro] sabia, muito bem, ser esse documento apócrifo, mas, mesmo assim, dele se aproveitou para chegar onde queria, na maior contrafação de nossa história política nestes últimos anos, quase toda urdida na base de documentos falsos". Segundo ele, "o histerismo anticomunista de 1937 arrastou a nação à ditadura". Ironicamente, Mourão, que mais tarde se tornaria general e presidente do Superior Tribunal Militar, também se notabilizaria por comandar as tropas que marcharam de Minas Gerais para o Rio de Janeiro, deflagrando o Golpe de Estado de 1964. Questionado sobre seu silêncio em 1937, ao ver seu plano usado para justificar um golpe de Estado, ele alegou que a hierarquia militar o impedira de denunciar o crime de seu superior.

## Legado
O plano Cohen é considerado uma das maiores falsificações da história brasileira. A revelação da farsa empreendida pela alta cúpula militar do país causou estupefação e vergonha na sociedade brasileira, que se sentiu ludibriada por anos a fio. Embora a conspiração tenha sido amplamente comprovada e o envolvimento da alta cúpula das Forças Armadas seja indiscutível, as acusações mútuas e a terceiros, levantadas por Mourão e, principalmente, por Góis Monteiro, dificultaram estabelecer com clareza a parcela de culpa de cada um dos militares envolvidos. Por esse motivo, a conspiração envolvendo o Plano Cohen permaneceu um "filho de pais incógnitos" por muito tempo, impossibilitando intencionalmente que medidas fossem tomadas contra os falsários.
Em relação ao seu legado no longo prazo, o Plano Cohen foi um instrumento essencial da institucionalização do anticomunismo como parte central da identidade dos militares brasileiros, fenômeno esse que se estende até a atualidade. A ameaça comunista "foi posta pela instituição como um perigo real" que ameaçava a pátria e a própria existência do Exército como organização, e Góis Monteiro e Dutra introduziram uma série de mudanças na estrutura das Forças Armadas a fim de se desfazer daqueles que não satisfaziam suas exigências ideológicas. Em paralelo, o general José Pessoa transformou o conteúdo da educação fornecida aos novos militares, a fim de produzir no seio das tropas uma "mentalidade homogênea" e eliminar a diversidade de concepções políticas. O comunismo – noção que, no discurso conservador, foi ressignificada para incluir todos os opositores – passou a ser apresentado como um "câncer, doença maligna, que levava qualquer corpo à morte" e, nessa linha, militares de esquerda passaram a ser vistos como "monstros políticos" e traidores em potencial. Não por acaso, o dia 27 de novembro, data da Intentona Comunista, tornou-se importante no calendário militar e passou a testemunhar "um estrondo espetacularizado" das forças militares e civis anticomunistas. Assim, a adoção de valores que se desviavam do padrão ideológico imposto se tornou incompatível com a condição de profissional militar, e o anticomunismo foi institucionalizado de maneira doutrinária. A constante repetição da existência de uma ameaça à espreita – por exemplo, por meio de documentos político-militares produzidos pelas Forças Armadas e "permeados do 'perigo vermelho'" – continua a permitir à instituição conduzir as tropas a se autopoliciarem contra todo tipo de pensamento discordante.
Além disso, a conspiração em torno do Plano Cohen ajudou a sedimentar nos quadros militares a ideia de que uma ditadura temporária poderia servir como instrumento de progresso econômico. Essa ideia de uma intervenção militar "cirúrgica", capaz de levar a cabo um nacionalismo econômico para desenvolver o país, esteve no centro da ação das Forças Armadas durante o Golpe de 1964 (cuja ditadura acabou perdurando vinte anos) e permanece viva desde então.
Devido ao seu papel no uso da ideia de "ameaça vermelha" do comunismo como instrumento de dominação pelo terror, isto é, como pretexto para que fossem postas em prática medidas que corroem o estado de direito e que eventualmente permitiram ao presidente da República executar um autogolpe de Estado pretensamente com o objetivo de evitar uma ditadura instaurada por seus opositores, a conspiração em torno do Plano Cohen tem sido mencionada como um exemplo precursor de fake news e de narrativa mentirosa por parte da alta cúpula militar. Por analogia, a conspiração em torno do Plano Cohen tem sido equiparada a eventos como a campanha de atemorização da população que foi deflagrada às vésperas do Golpe de 1964 e continua a ser mencionada em análises sobre a política brasileira contemporânea.